# Estudio trascendental n.º 9

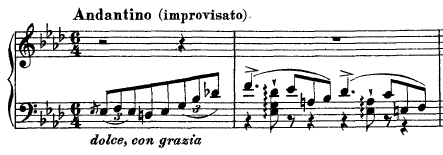
Los dos primeros compases del Estudio Transcendental n.º 9.

El Estudio Transcendental n.º 9 en la bemol mayor, "Ricordanza" (Recuerdo), es el noveno estudio que conforman de los doce Etudes d'execution transcendante de Franz Liszt.
Tiene cadenzas salvajes pero suaves y exige un delicado trabajo del pianista. Hay algunos pasajes con síncopa similares al Estudio Op. 10, n.º 3 de Frédéric Chopin. Esta obra es una buena introducción al estilo pianístico de Liszt.
La pieza está en forma de rondó, con un tema principal que es recurrente y relativamente breve entre pasajes largos. Ésta, al igual con otros estudios requiere una excelente técnica pianística donde se resaltan trinos y octavas rápidas.
Ferruccio Busoni se refirió a esta pieza como "un manojo de cartas de amor descoloridas".
La pieza es citada en la canción A Dream Is a Wish Your Heart Makes de la película Cinderella.